# تماضر (اسم)
تماضر هو اسم علم مؤنث من أصل عربي، ومعناه هو على صيغة الجمع، واحده «طيف» وهو ما يتخيله المرء يقظًا ونائمًا الخيال، يعنون بالتسمية رقة الفتاة.

## شخصيات تحمل الاسم
- تماضر بنت الأصبغ
- تماضر توفيق (9 فبراير 1920 – 8 يونيو 2001)
- تماضر شيخ الدين (القرن 20 – )

## وصلات خارجية
- موسوعة السلطان قابوس لأسماء العرب نسخة محفوظة 5 أبريل 2019 على موقع واي باك مشين.